# Andrea Anastasi
Andrea Anastasi, (Poggio Rusco, 8 de outubro de 1960 é um ex-jogador de vôlei e atual treinador de voleibol da Itália.